# Oncella ambigua
Oncella ambigua är en tvåhjärtbladig växtart som först beskrevs av Adolf Engler, och fick sitt nu gällande namn av Van Tiegh.. Oncella ambigua ingår i släktet Oncella och familjen Loranthaceae. Inga underarter finns listade i Catalogue of Life.